# Melissa Mantak
Melissa Mantak née en mai 1970, est une triathlète professionnelle américaine, championne panaméricaine et victorieuse de la coupe du monde en 1992.

## Biographie
Elle est élue meilleure triathlète USA de l'année en 1992.

## Palmarès
Le tableau présente les résultats les plus significatifs (podium) obtenus sur le circuit national et international de triathlon depuis 1991,.
| Année | Compétition                             | Pays       | Position      | Temps           |
| 1992  |                                         |            |               |                 |
| ----- | --------------------------------------- | ---------- | ------------- | --------------- |
| 1992  | Championnat du monde                    | Canada     |               | 2 h 4 min 27 s  |
| 1992  | Coupe du monde - Classement Général     |            |               |                 |
| 1992  | Coupe du monde - l'étape de Sater       | Suède      |               | 2 h 10 min 5 s  |
| 1992  | Coupe du monde - l'étape de Portaferry  | Irlande    |               | Timing          |
| 1992  | Coupe du monde - l'étape de Monte-Carlo | Monaco     |               | 2 h 16 min 48 s |
| 1992  | Coupe du monde - l'étape d'Ixtapa       | Mexique    |               | Timing          |
| 1992  | Championnat des États-Unis              | États-Unis |               | 2 h 9 min 7 s   |
| 1992  | Championnats panaméricains              | Colombie   | Médaille d'or | 2 h 6 min 55 s  |
| 1991  | Coupe du monde - l'étape d'Embrun       | France     |               | Timing          |
| 1991  | Championnat des États-Unis              | États-Unis |               | 1 h 57 min 58 s |